# George Lennox
Lord George Henry Lennox (29 novembre 1737 – 25 marzo 1805) è stato un militare inglese.

## Biografia
Era il secondo figlio di Charles Lennox, II duca di Richmond, e di sua moglie lady Sarah Cadogan (1705-1751), figlia di William Cadogan, I conte Cadogan. Era un discendente del re Carlo II d'Inghilterra e fratello delle sorelle Lennox.

## Carriera militare
Dal 1758 al 1762 fu colonnello del 33º reggimento di fanteria. All'inizio di maggio 1758 il suo reggimento era di stanza a Blandford, Dorset ed è stato poi spostato nella Isola di Wight. Partecipò a un attacco contro la costa francese a Saint-Malo durante la Guerra dei sette anni.
Il 29 dicembre 1762, fu nominato colonnello del King's Own Scottish Borderers, che comandò fino alla morte. Il 16 febbraio 1784, è stato nominato conestabile della Torre di Londra.

## Matrimonio
Nel 1759 sposò lady Louisa Kerr, figlia di William Kerr, IV marchese di Lothian. La coppia ebbe quattro figli:
- lady Maria Louisa (2 novembre 1760 - luglio 1843);
- lady Emily Charlotte (dicembre 1763 - 19 ottobre 1832), sposò l'ammiraglio l'On. Sir George Cranfield Berkeley ed ebbe discendenza;
- Charles Lennox, IV duca di Richmond (9 settembre 1764 - 28 agosto 1819);
- lady Georgiana (6 dicembre 1765 - 20 gennaio 1841), sposò Henry Bathurst, III conte Bathurst.

## Ascendenza
|                                     |               |                                         | Genitori                                      |  |  | Nonni |  |  | Bisnonni                                            |  |  | Trisnonni                                          |  |
|                                     |               |                                         |                                               |  |  |       |  |  | Charles II, re d'Inghilterra, di Scozia e d'Irlanda |  |  | Charles I, re d'Inghilterra, di Scozia e d'Irlanda |  |
|                                     |               |                                         |                                               |  |  |       |  |  | Charles II, re d'Inghilterra, di Scozia e d'Irlanda |  |  | Charles I, re d'Inghilterra, di Scozia e d'Irlanda |  |
|                                     |               | Henriette-Marie de France               |                                               |  |  |       |  |  | Charles II, re d'Inghilterra, di Scozia e d'Irlanda |  |  |                                                    |  |
| Charles Lennox, I duca di Richmond  |               |                                         |                                               |  |  |       |  |  | Charles II, re d'Inghilterra, di Scozia e d'Irlanda |  |  |                                                    |  |
|                                     |               | Louise Renée de Penancoët de Kérouaille | Guillaume de Penancoët, signore di Kérouaille |  |  |       |  |  |                                                     |  |  |                                                    |  |
|                                     |               | Louise Renée de Penancoët de Kérouaille | Guillaume de Penancoët, signore di Kérouaille |  |  |       |  |  |                                                     |  |  |                                                    |  |
|                                     |               | Louise Renée de Penancoët de Kérouaille | Marie de Plœuc de Tymeur                      |  |  |       |  |  |                                                     |  |  |                                                    |  |
| Charles Lennox, II duca di Richmond |               | Louise Renée de Penancoët de Kérouaille |                                               |  |  |       |  |  |                                                     |  |  |                                                    |  |
|                                     |               | Francis Brudenell, barone Brudenell     | Robert Brudenell, II conte di Cardigan        |  |  |       |  |  |                                                     |  |  |                                                    |  |
|                                     |               | Francis Brudenell, barone Brudenell     | Robert Brudenell, II conte di Cardigan        |  |  |       |  |  |                                                     |  |  |                                                    |  |
|                                     |               | Francis Brudenell, barone Brudenell     | Anne Savage                                   |  |  |       |  |  |                                                     |  |  |                                                    |  |
| Anne Brudenell                      |               | Francis Brudenell, barone Brudenell     |                                               |  |  |       |  |  |                                                     |  |  |                                                    |  |
|                                     |               | Frances Savile                          | Thomas Savile, I conte di Sussex              |  |  |       |  |  |                                                     |  |  |                                                    |  |
|                                     |               | Frances Savile                          | Thomas Savile, I conte di Sussex              |  |  |       |  |  |                                                     |  |  |                                                    |  |
|                                     |               | Frances Savile                          | Anne Villiers                                 |  |  |       |  |  |                                                     |  |  |                                                    |  |
| George Lennox                       |               | Frances Savile                          |                                               |  |  |       |  |  |                                                     |  |  |                                                    |  |
|                                     | Henry Cadogan | William Cadogan                         |                                               |  |  |       |  |  |                                                     |  |  |                                                    |  |
|                                     | Henry Cadogan | William Cadogan                         |                                               |  |  |       |  |  |                                                     |  |  |                                                    |  |
|                                     | Henry Cadogan | Elizabeth Roberts                       |                                               |  |  |       |  |  |                                                     |  |  |                                                    |  |
| William Cadogan, I conte Cadogan    | Henry Cadogan |                                         |                                               |  |  |       |  |  |                                                     |  |  |                                                    |  |
|                                     |               | Bridget Waller                          | Hardress Waller                               |  |  |       |  |  |                                                     |  |  |                                                    |  |
|                                     |               | Bridget Waller                          | Hardress Waller                               |  |  |       |  |  |                                                     |  |  |                                                    |  |
|                                     |               | Bridget Waller                          | Elizabeth Southwell                           |  |  |       |  |  |                                                     |  |  |                                                    |  |
| Sarah Cadogan                       |               | Bridget Waller                          |                                               |  |  |       |  |  |                                                     |  |  |                                                    |  |
|                                     |               | Jan Munter                              | Joan Munter                                   |  |  |       |  |  |                                                     |  |  |                                                    |  |
|                                     |               | Jan Munter                              | Joan Munter                                   |  |  |       |  |  |                                                     |  |  |                                                    |  |
|                                     |               | Jan Munter                              | Margaretha Geelvinck                          |  |  |       |  |  |                                                     |  |  |                                                    |  |
| Margaretta Cecilia Munter           |               | Jan Munter                              |                                               |  |  |       |  |  |                                                     |  |  |                                                    |  |
|                                     |               | Margaretha Trip                         | Hendrick Trip                                 |  |  |       |  |  |                                                     |  |  |                                                    |  |
|                                     |               | Margaretha Trip                         | Hendrick Trip                                 |  |  |       |  |  |                                                     |  |  |                                                    |  |
|                                     |               | Margaretha Trip                         | Cecilia Godin                                 |  |  |       |  |  |                                                     |  |  |                                                    |  |
|                                     |               | Margaretha Trip                         |                                               |  |  |       |  |  |                                                     |  |  |                                                    |  |